# Chronologie de Grenoble
Cette chronologie de Grenoble liste les principaux événements historiques, culturels et urbanistiques de la ville française de Grenoble, située dans le département de l'Isère en région Rhône-Alpes.

## Époque gallo-romaine
-300 : Le peuple des Allobroges s'installe sur le site de Grenoble.
-43 : Première référence écrite d'une bourgade nommée Cularo le 6 juin par le gouverneur de la Gaule transalpine Lucius Munatius Plancus.
285 : début de construction de l'enceinte romaine sur la rive gauche de l'Isère pendant le règne de l'empereur Dioclétien ; Cularo perd son statut de vicus et accède au rang de chef-lieu de cité.
293 : fin de construction de l'enceinte romaine restreignant la superficie de Cularo à 9,09 hectares, et qui restera en place durant treize siècles.
379 : déplacement de l'empereur romain Gratien dans la vallée du Rhône.
381 : la bourgade de Cularo est renommée Gratianopolis (se transformera en Grenoble vers la fin du Moyen Âge) ; première mention d'un évêque de Gratianopolis dans la liste des participants au concile d'Aquilée en septembre.
386 : mort en novembre de Domnin, premier évêque connu de Gratianopolis.
443 : Gratianopolis devient une ville du royaume des Burgondes.

## VIesiècle
520 (vers) : édification sur la rive droite de l'Isère de la première église funéraire de Gratianopolis venant s'accoler au grand mausolée construit un siècle plus tôt et transformant une chapelle Saint-Oyand en crypte.
574 : siège de la ville par les Lombards relaté par l'évêque Grégoire de Tours.

## VIIesiècle
630 (vers, au plus tard) : Reconstruction de la première église funéraire de Gratianopolis suivant le même plan, voûtement des espaces en sous-sol dont la crypte Saint-Oyand actuelle composée d'une colonnade (chapiteaux et tailloirs sculptés) sur laquelle repose la voûte.
660 : assassinat de l'évêque de Gratianopolis, Ferjus, le 12 janvier.

## IXesiècle
800-850 : nouvelle grande phase architecturale pour l'église Saint-Laurent de Gratianopolis : remplacement des dispositifs antérieurs par une église à nef unique, transept peu débordant et chœur absidial, contre abside flanquée de deux chapelles latérales à l'ouest .

## Xesiècle
902 : première mention d'une cathédrale Notre-Dame. Ecclesia (…) sancte Marie et sancti Vincentii sive sancti Donati.
950-960 : l'évêque Isarn tente de repeupler son diocèse dévasté vers 950 par les guerres contre les Sarrasins.

## XIesiècle
1001 (début du siècle) : le premier baptistère de la ville est abandonné et tombe dans l'oubli.
1012 : première mention de l'église Saint-Laurent dans les textes, charte de donation d'Humbert d'Albon, évêque de Grenoble, aux bénédictins de Saint Chaffre en Velay.
1030 (vers) : l'archevêque de Vienne cède le sud du Viennois à Guigues Ier d'Albon, créant ainsi la province des comtes d'Albon (futur Dauphiné en 1285).
1084 : l'évêque Hugues de Châteauneuf reçoit en juin le futur saint Bruno et lui indique un lieu isolé en Chartreuse.
109? : l'évêque Hugues de Châteauneuf fait reconstruire le pont romain et fonde la maison de l'Aumône, également appelée Hôpital de la Madeleine.

## XIIesiècle
1110 : le fils du comte Guigues III d'Albon est surnommé dauphin.
1116 : traité mettant fin aux démêlés entre l'évêque Hugues de Châteauneuf et le comte Guigues III d'Albon.
1133 : Guigues IV d'Albon premier comte à porter le titre de dauphin, et à adopter l'emblème de cet animal.
1150 (vers) : nouvelle transformation de l'architecture de l'église priorale Saint-Laurent, la contre-abside carolingienne est remplacée par un clocher porche tel qu'on peut le voir aujourd'hui, et l'église est dotée d'un décor sculpté (modillons et chapiteaux) qui orne le chœur et le chevet de l'église ainsi que le cloître, mis au jour par les fouilles.
1155 : le dauphin Guigues V d'Albon obtient de l'empereur Frédéric Ier du Saint-Empire romain germanique, le droit d'avoir un atelier monétaire.
1178 : l'évêque Jean de Sassenage obtient de l'empereur Frédéric Ier du Saint-Empire romain germanique, le droit d'avoir un atelier monétaire.

## XIIIesiècle
1218 : 1re extension de l'enceinte romaine pour construire le couvent des Franciscains ou Cordeliers, soit 4,33 ha.
1219 : inondation de Grenoble en 1219 due à un glissement de terrain, tuant de nombreux habitants ainsi que les visiteurs d'une foire. Événement à l'origine du symbole du serpent et du dragon.
1226 : première charte de libertés, accordée par l'évêque et le dauphin aux habitants de la ville (intégration du faubourg Saint-Laurent et déplacement des portes sur la rive droite).
1228 : début de construction de la collégiale Saint-André par le dauphin Guigues VI de Viennois.
1237 : la collégiale en cours de finition reçoit la dépouille du dauphin Guigues VI de Viennois en mars.
1250 (vers) : reconstruction de la cathédrale et de l'église Saint-Hugues accolée.
1268 (vers) : édification de la tour de Sassenage.
1279 : autorisation seigneuriale qui permet à la population d'élire 4 habitants chargés de collecter un impôt sur le vin.
1281 : mise en place des premiers consuls de la ville, remplaçant ces quatre élus.
1285 : la terre des Dauphins prend l'appellation de Delphinatus (Dauphiné).
1288 : 2e extension de la ville pour l'installation du couvent des Dominicains ou Jacobins, soit 1,35 ha.
1291 : les Dominicains obtiennent du dauphin Humbert Ier la totalité du champ du Breuil, repoussant un marché aux grains plus loin des remparts.

## XIVesiècle
1309 : l'évêque Guillaume IV de Royn s'oppose aux nouveaux privilèges des consuls, une sédition éclate contre lui.
1320 : interdiction du port d'armes dans la cité.
1335 : André, le fils unique du dauphin Humbert II meurt en octobre dans des conditions mal élucidées.
1337 : création du Conseil delphinal par le dauphin Humbert II à Saint-Marcellin le 22 février. Il est transféré à Grenoble deux ans plus tard.
1338 : le faubourg Saint-Laurent est ceint d'un rempart de 800 mètres de long ; rédaction par les consuls d'un document concernant un drapier, qui restera le plus ancien document consulaire conservé.
1339 : Bulle pontificale du pape Benoît XII créant l'université de Grenoble.
1340 : le dauphin Humbert II crée une cour des comptes.
1343 : construction du palais du Conseil delphinal jusqu'en 1345.
1347 : épidémie de peste noire jusqu'en 1348 ; Humbert II rentre ruiné et veuf d'une croisade de 2 ans en Palestine le 8 septembre.
1349 : le Dauphiné, jusqu'alors principauté, est rattaché au royaume de France par un traité le 30 mars ; c'est le fils aîné du roi de France qui prendra désormais le titre de dauphin.
1350 : arrivé le 10 décembre 1349, le jeune dauphin Charles (futur roi Charles V), âgé de 12 ans, repart de Grenoble en mars ; édification de la Tour Prémol au sud des remparts.
1374 : les grandes compagnies (troupes importantes de brigands) sont repoussées par les grenoblois.
1378 : premiers travaux importants d'endiguement du Drac pour éviter les inondations.
1381 : début de construction de la Tour de l'Isle.
1383 : 4 500 habitants.
1384 : construction d'une enceinte pour la 2e extension de la ville faite en 1288 autour du couvent des Dominicains ou Jacobins.
1385 : le gouverneur Enguerrand d'Eudin fait tailler un chemin dans le rocher depuis le port de la Roche jusqu'au site de l'actuelle Porte de France évitant la montée de Chalemont pour arriver à Grenoble. L'exploitation de la pierre à bâtir se fait alors tout le long de cette nouvelle voie longeant la rive droite de l'Isère.
1398 : installation de la première horloge publique dans le clocher de Saint-André et représentation à cette occasion du mystère de la Passion d'Eustache Marcadé le 23 juin 1398 sur la place Saint-André.

## XVesiècle
1401 : fin de construction de la Tour de l'Isle, son rôle est défensif mais abrite aussi la maison de ville et ses quatre consuls.
1416 : réception solennelle de l'empereur Sigismond Ier au palais delphinal les 11 et 12 février
1424 : l'évêque Aimon de Chissé fonde le 9 août dans la rue Chenoise l'Hôtel-Dieu, connu sous le nom d'Hôpital Notre-Dame
1428 : les rues commencent à être pavées (décision prise quatre ans auparavant).
1447 : le jeune dauphin Louis (futur roi Louis XI) arrive le 12 août pour régner sur sa province, il repartira de Grenoble en 1456.
1453 : le jeune dauphin Louis décide le 4 août de la création du Parlement du Dauphiné succédant au Conseil delphinal.
1470 : construction de la Maison-forte Rabot sur la colline (actuelle cité universitaire).
1490 : premier imprimeur de la ville, Étienne Forest, installé devant l'église Sainte Claire qui imprime les decisiones Parlamenti delphinalis du célèbre jurisconsulte Guy Pape.
1493 : ouverture de l'hôpital des infez (pestiférés) dans l'actuelle boucle de l'Île Verte, il restera en activité jusqu'en 1717 ; arrêt du Parlement du Dauphiné au printemps concernant une conciliation entre les différents villages concernés au sujet des travaux d'endiguement du Drac.
1494 : premier passage du roi Charles VIII le 23 août dans le cadre des guerres d'Italie ; Installation du couvent des Minimes de la plaine à Saint-Martin-d'Hères.
1497 : un cimetière pour l'hôpital des infez est béni le 15 juillet dans la boucle de l'Île Verte.
1499 : premier passage du roi Louis XII le 6 septembre dans le cadre des guerres d'Italie.
1500 : premiers travaux de construction du Palais du parlement du Dauphiné.

## XVIesiècle
1502 : second séjour de Louis XII et Anne de Bretagne de 5 jours à partir du 23 juin.
1515 : prise de fonction du Lieutenant général du Dauphiné Pierre Terrail de Bayard le 17 mars ; premier passage du roi François Ier le 3 août dans le cadre des guerres d'Italie ; un agrandissement de la cathédrale crée le portail d'entrée actuellement utilisé.
1520 : épidémie de peste de juillet à novembre au cours de laquelle décède le juris-consulte François Marc (mort de 5 % de la population).
1524 : mort du lieutenant-général du Dauphiné, le chevalier Bayard à Robecq près de Milan le 30 avril. Son corps est rapatrié au couvent des Minimes de la plaine.
1535 : un jeune avocat, Pierre Bucher, joue le rôle principal dans les Mystères de la passion du Christ à la Pentecôte.
1545 : les quatre hôpitaux de la ville sont réunis en un seul avec une même administration.
1548 : passage du roi Henri II dans le cadre des guerres d'Italie.
1562 : début des guerres de religion, le baron des Adrets entre dans la ville pillant églises et couvents en avril.
1565 : l'université de Grenoble est supprimée au profit de celle de Valence.
1568 : les Dominicains expulsés en 1562 reviennent sur le site de leur couvent détruit où un marché aux grains s'est installé, l'emplacement porte le nom de Granaterie.
1572 : Bertrand de Gordes, Lieutenant général du Dauphiné, n'applique pas les ordres du roi Charles IX en octobre afin de ne pas aggraver le massacre des protestants à Grenoble.
1575 : Charles Dupuy de Montbrun, chef des protestants en Dauphiné est exécuté sur la place de Mal-conseil (actuelle place aux Herbes) le 13 août.
1579 : envoyée par Henri III pour apaiser la province des guerres de religion, Catherine de Médicis séjourne à Grenoble du 22 juillet au 16 octobre. Elle y revient deux ans plus tard.
1589 : trêve signée entre protestants et catholiques dans une maison du faubourg Saint-Jacques (actuelle rue Saint jacques) le 28 mars.
1590 : la ville tenue par les catholiques est assiégée pendant les guerres de religion et se rend au futur duc de Lesdiguières le 22 décembre.
1591 : début de la construction de l'enceinte Lesdiguières et démolition de l'enceinte romaine dont l'une des deux portes, la porte Jovia ; début de construction de la Citadelle (Arsenal) de Lesdiguières au bord de l'Isère
1592 : achèvement d'une bastille par Lesdiguières au sommet de la colline.
1593 : réfection sur deux années de la digue Marcelline du Drac au sud de Pont de Claix.

## XVIIesiècle
1602 : début de construction de l'Hôtel de Lesdiguières.
1606 : fin de la construction de l'enceinte Lesdiguières rajoutant 21 hectares à la ville en juillet.
1611 : début de la construction de deux branches de fortifications sur la colline de la Bastille ; mise en service du Pont Lesdiguières du Pont-de-Claix.
1615 : porte Saint Laurent achevée.
1619 : fin des deux branches de fortifications de Lesdiguières sur la colline de la Bastille en juillet ; début de construction du monastère Sainte-Marie-d'en-Haut le 21 octobre.
1620 : porte de France achevée, la carrière de la Roche à proximité prend le nom de porte de France ; la place de la Granaterie devient place de la Grenette.
1621 : achèvement du monastère Sainte-Marie-d'en-Haut le 30 septembre (deviendra musée dauphinois en 1968) ; début des travaux du pont Créqui sur l'Isère, il sera achevé en 1671.
1622 : cérémonie d'abjuration de Lesdiguières le 24 juillet devant plus de 10 000 personnes ; visite de Louis XIII le 3 décembre pour rencontrer Lesdiguières et les grenoblois ; ouverture du jardin public devant l'Hôtel de Lesdiguières ; de nombreux couvents sont créés, dont le Monastère Sainte-Cécile de Grenoble en 1624.
1626 : mort du duc de Lesdiguières le 28 septembre.
1627 : début de construction du nouvel hôpital général le 10 avril en dehors des remparts de Lesdiguières (actuelle rue de Belgrade).
1628 : épidémie de peste pendant 4 ans qui interrompt la construction de l'hôpital jusqu'en 1633
1638 : fin de la construction du nouvel hôpital général, il sera transféré en 1913 à La Tronche.
1639 : démarrage des travaux d'extension de l'enceinte Créqui vers l'ouest, mais qui s'arrêtent en 1640 faute d'argent, les travaux reprendront en 1670.
1646 : autorisation du roi Louis XIV en janvier pour l'établissement du couvent des Minimes de Grenoble (rue du Vieux temple).
1647 : début de construction du couvent Sainte-Marie-d'en-Bas dans la rue Très-Cloîtres.
1648 : crue du Drac en décembre, tous les grands chemins devant la porte de Bonne sont emportés et une partie de la muraille de la Citadelle (Arsenal) de Lesdiguières s'écroule.
1651 : inondations successives de l'Isère les 14 et 30 novembre et destruction du pont au Jacquemart.
1670 : reprise des travaux d'extension de 13 hectares de l'enceinte fortifiée ouest de la ville par François de Créquy, petit-fils du duc Lesdiguières.
1671 : Étienne Le Camus, évêque de Grenoble jusqu'en 1707 ; achèvement du deuxième pont sur l'Isère, le pont Créqui.
1673 : un bastion de la nouvelle extension de l'enceinte (enceinte Créquy ou Créqui) est emporté par une inondation, il est reconstruit en 1675 ; aménagement du cadran solaire dans l'ancien collège des Jésuites (actuel Lycée Stendhal).
1675 : début des travaux de creusement d'un nouveau lit rectiligne du Drac appelé canal Jourdan, entre les rochers de Comboire et le confluent encore évasif de l'époque, les travaux de création du confluent actuel reprendront en 1771.
1676 : création de la fontaine des caveaux dans la rue Montorge par l'architecte Jean Alluys.
1683 : les consuls de la ville s'installent au 4 place Grenette, il y resteront jusqu'en 1719.
1684 : début des travaux de création d'une digue parallèle à ce nouveau canal, et qui deviendra le cours Saint André.
1686 : fin des travaux de canalisation du Drac (pour sa partie canal Jourdan).
1692 : première visite de l'architecte militaire Vauban le 22 septembre, dans le cadre de son inspection de la frontière des Alpes.
1697 : création du premier journal dauphinois La gazette de Grenoble (hebdomadaire) le 10 juin ; Installation dans les rues de 340 lanternes à bougies protégées par du verre blanc, allumées pendant l'hiver ; consécration de l'église Saint-Joseph (reconstruite en 1923).
1698 : arrêt du Conseil d'État du roi obligeant à préserver une bande de terrain de 120 toises le long du Drac le 25 mars ; les Armoiries de Grenoble aux trois roses sont officialisées à l’Armorial général de France le 13 juin.
1699 : consécration de l'église Saint-Louis.
1700 : deuxième visite de l'architecte militaire Vauban en juillet, dans le cadre d'une inspection de la frontière des Alpes ; achèvement de deux poudrières.

## XVIIIesiècle
1719 : installation de l'administration municipale dans l'Hôtel de Lesdiguières. Elle va y rester jusqu'en 1967.
1722 : début de construction de la première caserne de Bonne (actuelle place Victor Hugo).
1730 : achèvement de la première caserne de Bonne qui restera en activité jusqu'en 1884.
1739 : ouverture du Café La Table ronde place Saint-André (encore en activité).
1741 : premier projet de détournement de l'Isère plus vers le sud de la ville par l'ingénieur Rolland à la suite des inondations de 1733 et 1740.
1768 : ouverture du Théâtre municipal de Grenoble le 27 novembre.
1771 : la ville de Grenoble reçoit en don le 26 avril l'Hôtel de la Première présidence ; début d'une seconde partie des travaux d'endiguement du Drac pour le repousser en angle aigu vers son confluent actuel, les travaux principaux sont achevés avant la Révolution.
1772 : création de la première bibliothèque publique de la ville, ouverte au public en 1774.
1774 : naissance de l'hebdomadaire Les affiches, annonces et avis divers du Dauphiné le 6 mai.
1775 : remplacement progressif des lanternes à bougies installées en 1697 par des réverbères à huile ; création du Cabinet d’histoire naturelle, futur muséum.
1778 : inondation historique appelée déluge de la Saint-Crépin les 25 et 26 octobre (l'eau est à 5 mètres 47 au-dessus de l'étiage).
1777 : l'école d'artillerie quitte Grenoble pour Valence en janvier (elle reviendra en 1797).
1780 : première officialisation de la Foire des Rameaux par le Conseil de la ville (au jardin de ville).
1782 : mort à Grenoble de l'inventeur Jacques de Vaucanson le 21 novembre, deux mois avant la naissance de Stendhal.
1784 : achèvement de la plantation d'une quadruple rangée d'arbres sur le cours Saint-André.
1787 : synthèse sur le projet de détournement de l'Isère au sud de la ville, le projet sera abandonné en 1790 ; première école de musique connue pour la ville.
1788 : Journée des Tuiles le 7 juin ; les membres de la Réunion des états généraux du Dauphiné partent de Grenoble, empruntent le chemin no 5 vers Eybens et se réunissent à Vizille le 21 juillet ; l'évêque de Grenoble, Hippolyte Haye de Bonteville, se suicide le 6 octobre d'un coup de fusil, ayant joué un double jeu dans les évènements.
1790 : élection de la première municipalité de Laurent de Franquières le 3 février ; transformation du Parlement du Dauphiné en cour de justice.
1794 : Joseph Chanrion en mission à Paris, évite l'envoi d'une commission de la Terreur à Grenoble.
1796 : le collège des Jésuites prend le statut d'École Centrale (actuel lycée Stendhal).
1798 : création du Musée de Grenoble par Louis-Joseph Jay le 16 février.
1799 : séjour les 7,8 et 9 juillet du pape Pie VI ; mise en service aux entrées de la ville de l'impôt appelé octroi le 8 octobre
1800 : ouverture le 17 février du premier cimetière municipal près du Drac, remplaçant les 4 anciens cimetières paroissiaux, il fermera dix ans plus tard ; inauguration du Musée de Grenoble dans les locaux de l'ancien évêché le 31 décembre.

## XIXesiècle
1801 : la signature du Concordat par Napoléon le 15 juillet oblige le musée à déménager.
1802 : inauguration le 14 juillet du Musée de Grenoble dans les locaux de l'École Centrale qui prendra le statut de lycée en 1803 (Lycée Stendhal actuel).
1803 : création de la première Mutuelle d'entraide des gantiers grenoblois le 1er mai ; Jacques-Joseph Champollion révèle l'existence d'une crypte (Saint Oyand) sous l'église Saint-Laurent.
1804 : démolition sur la place Notre-Dame de l'une des deux portes de l'enceinte romaine du IIIe siècle (porte Viennoise).
1806 : ouverture de l'école de médecine, de chirurgie et de pharmacie le 10 décembre.
1807 : création du corps des sapeurs-pompiers par un arrêté municipal du 21 mars.
1808 : décret de création d'une Faculté des lettres et d'une Faculté des sciences le 17 mars.
1809 : Jean-François Champollion est nommé professeur adjoint d'histoire au lycée impérial en juillet ; lors de son exil, le pape Pie VII séjourne du 21 juillet au 2 août à l'Hôtel de Lesdiguières.
1810 : ouverture du cimetière Saint-Roch le 19 août.
1812 : création du petit séminaire quai Perrière.
1814 : occupation autrichienne du 19 avril au 28 mai malgré une défense à Voreppe (première invasion de la ville).
1815 : Grenoble accueille triomphalement Napoléon de retour d'exil de l'île d'Elbe les 7,8 et 9 mars ; après quatre jours de défense, occupation austro-sarde de la ville à partir du 9 juillet et pendant cinq mois.
1816 : complot bonapartiste de Jean-Paul Didier le 4 mai entraînant l'exécution de 25 personnes le 10 juin.
1818 : employé à la bibliothèque de Grenoble, Jean-François Champollion, communique son mémoire sur Quelques hiéroglyphes de la Pierre de Rosette le 24 juillet.
1822 : les restes du chevalier Bayard sont transférés du couvent des Minimes de la plaine à la collégiale Saint-André le 24 août.
1823 : mise en place de la statue du chevalier Bayard sur la place Saint-André le 9 juin.
1824 : début de construction de la fortification Haxo du fort de la Bastille le 16 avril ; inauguration de la fontaine place Grenette le 23 août.
1826 : construction d'une nouvelle chapelle Saint-Roch dans le cimetière.
1828 : ouverture du pont du Drac au bout de l'actuel cours Berriat le 7 février.
1829 : séjour du 17 au 19 août du général Lafayette qui se rend au château de Vizille ; l'historien Jean Pilot de Thorey publie Histoire de Grenoble et de ses environs ; le petit séminaire s'installe au Rondeau.
1832 : début de construction de la fortification Haxo de la ville ; organisation de jeux Olympiques au petit séminaire du Rondeau le 29 février.
1834 : insurrection républicaine en avril dans le cadre national de la monarchie de Juillet.
1836 : fin de construction de la fortification Haxo de la ville ; destruction du pont Saint-Laurent en bois ; création d'une école professionnelle dans une tour de l'hôtel de ville
.

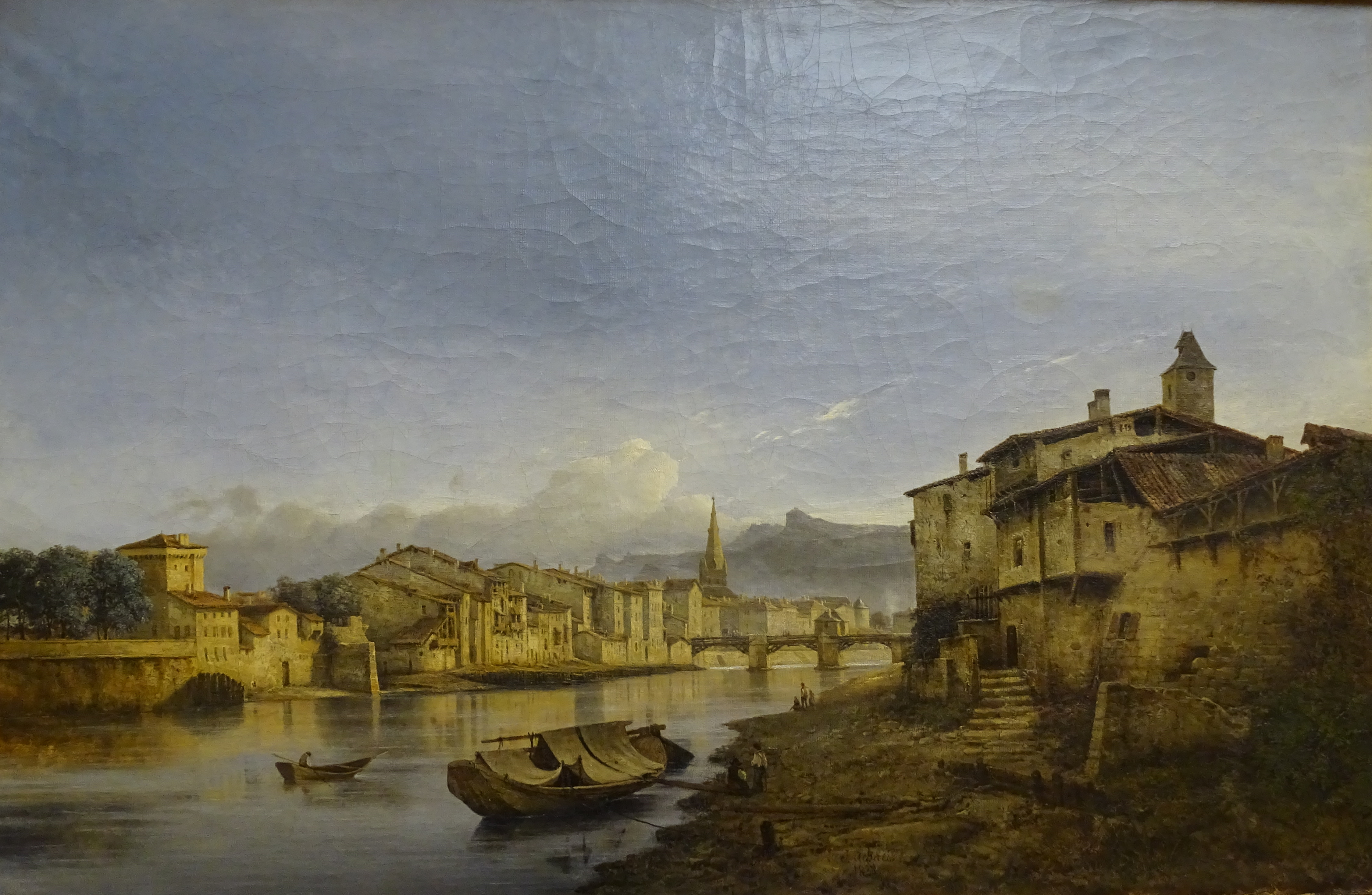
Vue de Grenoble prise de l'ancienne Porte Saint-Laurent, tableau de Jean Achard, 1837, Musée de Grenoble.

1838 : ouverture de la nouvelle version du pont Saint-Laurent le 6 juillet.
1839 : ouverture du pont Marius-Gontard appelé à l'époque pont de l'hôpital.
1840 : création du chemin planté du Drac (deviendra cours Berriat en 1854) ; début de construction de la citadelle Rabot (à côté de l'ancienne tour Rabot) dans le cadre des fortifications de la Bastille ; création d'une terrasse fermant l'entrée de la montée de Chalemont.
1842 : début d'exploitation et de fabrication de ciments par la Société Arnaud et Carrière qui cédera l'affaire à la société des Ciments de la Porte de France.
1843 : installation de la fontaine du lion et du serpent sur la place de la cymaise le 8 juillet 
1847 : fin de construction du fort et des fortifications de la Bastille par le général Haxo le 27 février ; début des ateliers municipaux de charité.
1848 : période insurrectionnelle qui apportent 4 maires successifs dans l'année (Taulier, Farconnet, Reymond, Anthoard) ; fête de la promulgation de la Constitution de 1848 sur la place d'Armes le 19 novembre ; achèvement du plan-relief de Grenoble à Paris.
1849 : lancement d'un projet de restaurant sociétaire destiné aux plus démunis le 11 octobre dans le journal Le Patriote des Alpes.
1850 : grâce à Prosper Mérimée, la crypte Saint-Oyand est classée au titre des monuments historiques le 26 février.
1851 : ouverture le 5 janvier d'un restaurant sociétaire destiné aux plus démunis sur la place de la Saulaie (actuelle place Lavalette) ; la ville compte soixante fabriques de gants, occupant plus de dix mille ouvriers ; inauguration du Muséum d'histoire naturelle de Grenoble rue Dolomieu.
1853 : mise en service du télégraphe électrique à Grenoble le 20 mars ; le télégraphe annonce l'arrivée du chemin de fer le 27 mai ; création du musée archéologique Saint-Laurent (musée lapidaire).
1854 : achèvement du bornage des zones de servitudes militaires autour de l'enceinte Haxo le 27 décembre.
1855 : élève du petit séminaire du Rondeau, Henri Didon, se fait remarquer au cours des jeux olympiques organisés depuis 1832 dans son établissement.
1857 : mise en service d'une gare ferroviaire provisoire dans le quartier de Piquepierre à Saint-Martin-le-Vinoux, les voyageurs terminant les 1 500 mètres jusqu'à Grenoble en omnibus.
1858 : inauguration de la gare ferroviaire de Grenoble le 1er juillet.
1859 : dernière inondation historique le 2 novembre, l'eau monte dans la rue Montorge à 1,44 m.
1860 : vote du conseil municipal pour annexer les terrains près du Drac le 30 mai (une loi est adoptée en 1862) ; passage de Napoléon III le 6 septembre qui en profite pour inaugurer la ligne de chemin de fer arrivant à Grenoble ; ouverture de la prison Saint-Joseph (démolie en 1973 pour laisser place au parking Chavant).
1862 : loi du 6 juillet annexant de vastes terrains situés le long de la rive droite du Drac appartenant encore à Fontaine, Seyssins et Saint-Martin-le-Vinoux après l'endiguement du Drac aux XVIIe et XVIIIe siècles.
1864 : démarrage des travaux de construction du musée-bibliothèque en mai ; mise en service de la ligne ferroviaire Grenoble - Montmélian le 15 septembre.
1865 : première utilisation enregistrée du terme de Bajatière le 6 novembre.
1866 : ouverture du pont de la Citadelle ; mise en service du nouvel Hôtel de préfecture de l'Isère.
1867 : mise en service de la porte Randon en septembre au bout de l'avenue de la gare.
1868 : trois jours de festivité et une foule considérable pour inaugurer une statue équestre de Napoléon place de la Constitution (actuelle place Verdun) le 17 août, elle y sera enlevée le 4 septembre 1870.
1870 : ouverture au public le 19 juin du musée-bibliothèque (partie musée de Grenoble) ; Joseph Bouchayer et Félix Viallet créent les Ateliers de construction Bouchayer & Viallet ; ouverture du temple protestant rue Hébert.
1871 : début des émeutes de la Commune le 16 avril.
1872 : ouverture au public le 12 novembre du musée-bibliothèque (partie bibliothèque municipale) ; visite de Léon Gambetta le 26 septembre (il reviendra en 1878).
1874 : premier coup de pioche de la halle Sainte Claire le 21 mars ; pose de la première pierre de l'église Saint-Bruno le dimanche 17 mai (achevée 5 ans plus tard) ; création de la première Chambre syndicale des gantiers de Grenoble le 24 mai.
1875 : mise en service du téléphérique des Ciments de la Porte de France reliant Grenoble au mont Jalla.
1876 : l'école professionnelle installée rue Hauquelin depuis 1851 prend le nom de Vaucanson ; mise en service de la ligne ferroviaire Grenoble - Vif le 11 décembre.
1878 : mise en service total de la ligne ferroviaire Grenoble - Gap le 1er février ; première utilisation du terme de houille blanche ; premier numéro de l'hebdomadaire Le Petit Dauphinois le 29 décembre.
1879 : achèvement le 27 mai par le colonel Cosseron de Villenoisy de l'enceinte sud de la ville joignant l'enceinte Haxo au Drac (futur tracé des grands boulevards) ; la société des Ciments de la Porte de France abandonne la carrière située sous l'actuelle via ferrata
1880 : achèvement de la dernière enceinte de l'histoire de la ville, tracé de l'actuelle rue Félix Esclangon ; création de la Chambre syndicale patronale de la ganterie.
1882 : première expérience électrique sur la place de la Constitution (actuelle place de Verdun) à Grenoble le 14 juillet.
1883 : ouverture de l'école de natation en juillet (actuelle piscine Jean-Bron) ; transport d'électricité sur quatorze kilomètres pour alimenter des scies et une imprimerie dans la halle aux grains le 22 août.
1884 : un décret présidentiel rattache le quartier de l'esplanade à Grenoble le 17 avril, il appartenait auparavant à Saint-Martin-le-Vinoux ; la caserne de Bonne transférée du centre ville est achevée en juin près des nouveaux remparts sud.
1885 : Le petit dauphinois devient quotidien ; inauguration de la place Victor Hugo le 27 mai ; fin des travaux de captage des eaux de Rochefort le 15 août ; Pierre Brun construit sa première biscuiterie rue Nicolas Chorier.
1887 : inauguration du lycée Champollion.
1888 : visite du président de la république Sadi Carnot le 20 juillet afin de célébrer le centenaire de la pré-révolution française ; création de la porte de la Saulaie sur l'actuelle avenue Maréchal Randon (elle restera en place jusqu'en 1927) ; mise en service de l'Hôtel des Postes et des Télégraphes sur la place Vaucanson (400 abonnés au téléphone).
1889 : création du premier Syndicat d'initiative de France le 2 mai ; ouverture du pont métallique sur le Drac (détruit le 21 août 1944).
1893 : ouverture du Pont de la Porte de France (version Eiffel), il sera remplacé en 1957 ; ouverture de l'avenue Maréchal Randon jusqu'à l'Isère.
1894 : inauguration d'une bourse du travail le 10 janvier (regroupe les activités des chambres syndicales) ; inauguration le 1er avril du nouvel hospice des vieillards à La Tronche.
1896 : projet sans suite d'un nouveau cimetière de 15,23 hectares le long du Drac ; naissance de la première société française de ski (Ski Club des Alpes).
1897 : naissance de la Société grenobloise de tramways électriques (SGTE) le 13 avril ; inauguration de la Fontaine des trois ordres, du palais de l'université, et de l'extension du palais de justice par le président Félix Faure le 4 août.
1899 : ouverture en septembre du pont de l'Île-Verte reliant Grenoble à La Tronche.
1900 : début des travaux de démolition d'immeubles rue Saint-Louis en vue de la percée de la rue Félix-Poulat le 2 janvier ; création de l'Institut électrotechnique.

## XXesiècle
1901 : Inauguration le 11 mars de l'Institut Électrotechnique dans la rue général Marchand.
1903 : création d'un service municipal du gaz et de l'électricité le 1er octobre, ancêtre de Gaz Électricité de Grenoble.
1904 : mise en service de la première ligne d'autocars alpins Grenoble-Nice.
1905 : première arrivée du Tour de France à Grenoble le 15 juillet.
1906 : création en décembre par Hippolyte Müller du Musée dauphinois dans la chapelle Sainte-Marie-d'en-Bas ; expulsion de l'évêque Paul Henry de l'évêché le 19 décembre.
1909 : reconstruction du Pont Saint-Laurent à la place du pont de bois de 1837 ; aménagement du Jardin des Dauphins par l'architecte Ginet ; lancement en novembre du chantier du nouvel l'Institut Électrotechnique sur l'avenue de la gare.
1910 : inauguration de l'hôpital militaire à La Tronche.
1911 : concours international de tir sur le site de l'Espace Comboire du 1er au 20 juin ; funérailles du général Léon de Beylié le 17 septembre.
1912 : première fête de l'aviation au Polygone d'artillerie les 16,17 et 18 mai ; l'église Saint-François-de-Sales dans le quartier Exposition-Bajatière est consacrée le 29 septembre.
1913 : inauguration de la statue équestre de Philis de La Charce dans le jardin des Dauphins le 4 mai ; inauguration de l'hôpital civil à La Tronche le 14 septembre ; Inondation à La Tronche le 7 décembre interrompant plusieurs semaines la circulation des tramways devant le nouvel hôpital.
1918 : explosion accidentelle du dépôt de munitions sur le polygone d'artillerie le 29 juin (un seul blessé grave).
1919 : remise pour la première fois d'un maillot de couleur jaune le 19 juillet au premier du classement du Tour de France au départ de la 11e étape, Grenoble - Genève.
1920 : adoption du déclassement des fortifications grenobloises et du plan d'alignement de la ville le 31 janvier ; la partie nord du cours Saint-André est dénommée cours Jean-Jaurès au conseil municipal du 7 août.
1921 : création de l'office public des Habitations bon marché (HBM) ; déclassement de la ville comme place forte.
1922 : pose de la première pierre de l'école professionnelle Vaucanson le 7 novembre sur le site du petit séminaire (rue Anatole-France).
1923 : ouverture de la cité-jardin du Rondeau (cité Paul Mistral) ; premier numéro des Affiches de Grenoble et du Dauphiné le 24 novembre.
1924 : consécration de la nouvelle église Saint-Joseph le 1er janvier ; démolition de l'ancienne église Saint-Joseph de 1697.
1925 : exposition internationale de la houille blanche et du tourisme du 21 mai au 25 octobre ; ouverture de la cité de la Capuche en novembre ; Installation de l'école professionnelle Vaucanson rue Anatole France dans les locaux de l'ancien petit Séminaire désaffecté depuis 1904 ; la porte d'Échirolles est en cours de démolition.
1927 : le premier fil de rayonne sort de l'usine de viscose dans le quartier du Rondeau le 7 mai ; ouverture de l'École nationale supérieure d'architecture de Grenoble.
1931 : ouverture de la cité de l'Abbaye ; ouverture de la clinique du Dauphiné au sud du boulevard des fortifications.
1932 : inauguration du garage hélicoïdal, rue Bressieux le 27 juillet ; ouverture de la cité Jean Macé ; le parc de l'Exposition prend le nom de Paul Mistral le 31 octobre.
1933 : ouverture du Pont du Sablon ; ouverture du gymnase municipal ; Installation de l'école hôtelière au sud de la ville.
1934 : première Foire des Rameaux sur le terrain de l'esplanade ; mise en service du Téléphérique de Grenoble Bastille pour accéder à la Bastille le 29 septembre.
1935 : exposition des collections d'art moderne du Musée de Grenoble au Petit Palais à Paris ; inauguration du bâtiment de l'Association pour l'enseignement professionnel post-scolaire (APPS) au 5 rue de l'Ancien Champ-de-Mars en octobre ; ouverture de la Bourse du Travail.
1936 : inauguration du stade vélodrome de 18 000 places dans le parc Paul-Mistral le 14 juin (renommé stade Charles-Berty en 1948) ; inauguration de l'Aéroport de Grenoble-Mermoz le 14 octobre, il fermera en 1967 ; démolition d'une statue monumentale sur le toit de la chapelle Sainte-Marie-d'en-Haut en janvier ; inauguration du monument des diables bleus dans le parc Paul-Mistral ; dernier condamné à mort exécuté à Grenoble.
1938 : on baptise le nouveau boulevard des fortifications de trois noms : Vallier, Foch et Joffre le 18 novembre.
1939 : 2 430 réfugiés espagnols arrivés en train le 2 février sont logés dans le palais de la houille blanche jusqu'en juin.
1940 : bataille de Voreppe les 23 et 24 juin évitant à Grenoble l'arrivée des troupes allemandes ; fin d'une présence militaire au fort de la Bastille.
1941 : ouverture le 2 janvier du cimetière du Grand Sablon à La Tronche ; visite du Maréchal Pétain les 19 et 20 mars ; le groupe de résistance Combat est créé chez Marie Reynoard ; ouverture de l'École des pupilles de l'air dans les locaux de la clinique du Dauphiné.
1942 : la 4e armée italienne du général de Castiglioni occupe la ville à partir de novembre.
1943 : le Conservatoire municipal de musique intègre le Couvent des Minimes de Grenoble le 18 janvier ; occupation allemande à partir du 9 septembre ; rafle de 398 grenoblois manifestant contre l'occupant allemand le 11 novembre, seules 120 personnes reviendront vivantes de déportation ; assassinats de la Saint-Barthélemy grenobloise fin novembre ; explosion de la caserne de Bonne le 2 décembre.
1944 : Grenoble évacuée par les Allemands dans la nuit du 21 au 22 août ; le quotidien Les Allobroges prend la suite du Petit dauphinois le 23 août ; un charnier de 48 cadavres découvert près du polygone d'artillerie le 26 août ; le général de Gaulle remet la médaille de l'Ordre de la Libération à la ville le 5 novembre ; l'avenue d'Eybens est dénommée avenue Jean-Perrot le 22 décembre.
1945 : premier numéro du quotidien Le Dauphiné libéré le 7 septembre.
1946 : congrès de l'UNEF le 24 avril, adoptant la charte de Grenoble qui donne naissance à un nouveau syndicalisme étudiant en France.
1947 : mise en service de trolleys le 29 juillet (ils disparaîtront en 1999).
1950 : adoption le 19 juillet du projet de construction d'une nouvelle Route nationale 75 entre l'Isère et l'Esplanade.
1951 : les cabines du téléphérique prennent les couleurs jaune et rouge de la ville en mars.
1952 : la dernière rame de tramway rentre au dépôt le 31 août. Le tramway reviendra à partir de 1987.
1956 : pose de la première pierre du Centre d'études nucléaires de Grenoble le 8 décembre ; inauguration du pont de Catane sur le Drac.
1957 : mise en service du nouveau pont de la porte de France qui jouxte son homologue de 1893 (version Eiffel) détruit peu de temps après ; pose de la première pierre de la clinique mutualiste des Eaux-Claires.
1958 : la pile atomique Mélusine émet son premier rayonnement le 30 juin à 17 h 00 au Centre d'études nucléaires de Grenoble.
1959 : inauguration du site du CENG le 26 janvier par Jacques Soustelle ; on nomme le 21 mai le nouveau boulevard Maréchal Leclerc qui remplace les remparts Haxo de 1836 ; la pile Mélusine opérationnelle depuis l'année précédente atteint une puissance de 8 MW le 7 octobre.
1960 : mise en service le 4 janvier de la nouvelle bibliothèque universitaire boulevard Maréchal Lyautey. Elle déménagera 10 ans plus tard sur le campus et laissera les locaux à la Bibliothèque municipale de Grenoble ; pose de la première pierre du Marché d'Intérêt National le 9 mai ; création de la compagnie de chauffage intercommunale de l'agglomération grenobloise ; démarrage du chantier des Trois tours ; arrivée des premiers habitants sur le quartier Teisseire.
1961 : ouverture du premier planning familial de France le 10 juin ; pose de la première pierre sur le campus de 186 hectares à Saint-Martin-d'Hères en décembre.
1963 : ouverture de la patinoire Clemenceau le 23 septembre ; mise en service du bâtiment du marché d'intérêt national de Grenoble, situé 117, rue des Alliés dans le quartier Alliés-Alpins, le 22 octobre.
1964 : début de la démolition du palais de la houille blanche en février, elle s'achèvera en mars 1966 ; mise en service de l'estacade permettant la suppression de 4 passages à niveaux le 15 octobre ; aménagement d'une pièce d'eau au parc des Champs-Élysées.
1965 : mise en service du pont reliant le boulevard Jean-Pain à La Tronche.
1966 : inauguration le 23 avril du Musée de la Résistance et de la Déportation de l'Isère ; création de la première structure intercommunale de Grenoble le 28 décembre. Achèvement de la construction des trois tours de l'Île Verte (Vercors, Chartreuse et Belledonne), située boulevard Maréchal-Leclerc et d'une hauteur de près de cent mètres.
1967 : inauguration d'un nouvel Hôtel de ville ; inauguration d'une nouvelle gare ferroviaire et routière ; 1er symposium français de sculpture organisé par Georges Boudaille, inauguré le 9 septembre ; création du LETI le 10 octobre ; mise en service de la déviation ferroviaire de 8 km au sud le 28 octobre ; fermeture de l'Aéroport de Grenoble-Mermoz et ouverture de l'Aéroport de Saint-Geoirs le 16 novembre ; mise en service de l'autopont des boulevards en novembre ; démolition de la caserne Vinoy ; mise en service partielle de l'U2 en décembre.
1968 : ouverture d'Alpexpo ; ouverture le 6 février par le général de Gaulle des Xe Jeux olympiques d'hiver dans le stade olympique de Grenoble ; inauguration des nouveaux locaux du Musée dauphinois le 3 février ; inauguration de la maison de la Culture le 3 février ; ouverture d'une caserne de pompiers à Seyssinet-Pariset.
1969 : la nouvelle avenue qui a desservi le stade olympique provisoire est baptisée Marcellin Berthelot le 19 janvier ; transfert du conservatoire national de musique installé dans l'ancien Couvent des Minimes de Grenoble vers le quartier Malherbe en avril (l'inauguration officielle se déroule le 27 juin 1970) ; ouverture du premier hypermarché Carrefour à la limite de Grenoble et d'Échirolles.
1970 : la Bibliothèque municipale de Grenoble installée depuis 1872 dans le Musée-bibliothèque de Grenoble s'installe boulevard Maréchal-Lyautey ; dépôt du permis de construire de la galerie de l'Arlequin ; de nombreux grenoblois meurent dans l'incendie du 5-7 à Saint-Laurent-du-Pont le 1er novembre (total de 146 morts).
1971 : ouverture du parking Philippeville en janvier ; ouverture du centre commercial K'Store ; mise en service du réacteur de l'Institut Laue-Langevin le 31 août ; première édition des Six jours de Grenoble en novembre.
1972 : création de l'Ensemble instrumental de Grenoble.
1973 : Ouverture de la ZIRST (future Inovallée en 2005).
1974 : mise en service de l'hôpital Albert Michallon.
1975 : la SGTE devient la SEMITAG le 13 février ; ouverture au public du centre commercial Grand'Place le 26 août ; pic démographique historique au recensement de 1975 avec 166 037 habitants.
1976 : dernier voyage des cabines carrées du téléphérique le 15 février ; inauguration de la maison du tourisme en mai ; mise en service des nouvelles cabines du téléphérique fin juillet ; Mise en service du nouveau téléphérique le 30 juillet (inauguré le 18 septembre) ; 16e assemblée générale de l'Union astronomique internationale le 24 août.
1977 : transfert du centre de presse du Dauphiné Libéré de Grenoble à Veurey-Voroize le 17 février, il sera inauguré le 1er juillet par le premier ministre Raymond Barre ; la totalité du site de l'église Saint Laurent est classé au titre des monuments historiques le 10 août.
1982 : lancement du journal télévisé de FR3 Alpes en juin ; finale de la Coupe Davis au Palais des sports de Grenoble du 26 au 28 novembre.
1983 : la revue Grenoble mensuel de février parle d'une rocade sous la Bastille pour l'horizon 2000 ; référendum approuvant le tramway par 53 % des votes le 22 juin ; désacralisation de l'église paroissiale Saint Laurent afin de poursuivre des fouilles archéologiques débutées cinq ans auparavant.
1984 : inauguration le 13 juillet du musée de la Révolution française à Vizille ; début des émissions de la station Radio France Isère en septembre ; création de Grenoble École de management.
1985 : le président François Mitterrand inaugure le nouveau bâtiment du LETI le 23 janvier ; mise en service commercial du TGV Paris-Grenoble le 4 mars ; inauguration des nouveaux locaux de la Chambre de commerce et d'industrie de Grenoble en mai.
1986 : incendie du palais des sports en janvier ; inauguration le 26 avril du centre national d'art contemporain sur le site Bouchayer-Viallet.
1987 : l'École des pupilles de l'air transférée à Montbonnot-Saint-Martin ; remise en service du tramway le 4 septembre après 35 ans d'interruption.
1988 : la vasque olympique de 1968, rapatriée de Vincennes à Grenoble, est inaugurée dans le parc Paul-Mistral le 19 janvier ; mise en service de la voie sur berge (Voie de Corato) le 10 décembre.
1989 : ouverture le 1er mars de l'Observatoire des politiques culturelles ; découverte du baptistère antique lors de travaux de voirie pour le tramway ; ouverture de l'extension d'Alpexpo et de la salle de spectacles Le Summum.
1990 : premiers terrassements dans le triangle historique du quartier d'affaires Europole.
1991 : l'Hexagone de Meylan obtient le statut de scène nationale le 29 janvier ; inauguration le 2 février de la halle Sainte-Claire rénovée.
1993 : ouverture en juillet du World Trade Center Grenoble.
1994 : inauguration du nouveau bâtiment du musée de Grenoble le 29 janvier ; début de l'affaire Carignon le 9 février ; transfert du musée de la Résistance et de la Déportation à Grenoble dans ses locaux de la rue Hébert le 1er juillet ; les ambassadeurs en France des États-Unis et de Grande-Bretagne invités aux célébrations du 50e anniversaire de la libération de Grenoble le 22 août ; inauguration de l'European Synchrotron Radiation Facility le 30 septembre ; la caserne de Bonne n'est plus occupée par les militaires.
1995 : ouverture du cimetière intercommunal de Poisat le 5 avril.
1996 : Jean-Jacques Favier premier grenoblois dans l'espace lors de la mission STS-78 à bord de la navette Columbia.
1997 : inauguration de l'Institut Albert-Bonniot.
1998 : inauguration le 18 septembre du Musée de l'Ancien Évêché abritant le premier baptistère de la ville.

## XXIesiècle
2001 : inauguration de la patinoire Polesud en octobre ; ouverture de l'extension du centre commercial Grand'Place le 30 novembre.
2002 : mise en service du nouveau palais de justice en septembre ; inauguration du mur du souvenir sur l'avenue des Martyrs le 14 novembre.
2003 : la montagne du Néron en feu, des Canadair survolent Grenoble en août.
2004 : destruction par dynamitage de l'autopont sur les grands boulevards le 17 juillet afin de réaliser la ligne C du tramway.
2005 : création du LITEN ; mise en accessibilité pour les personnes à mobilité réduite du fort de la Bastille en septembre ; lancement de la chaîne de télévision TéléGrenoble Isère le 20 octobre.
2006 : inauguration de Minatec sur le polygone scientifique le 2 juin.
2007 : inauguration le 30 novembre du Grenoble-Institut des neurosciences.
2008 : inauguration du stade des Alpes le 15 février ; achèvement en février du dernier immeuble du quartier Europole, le Cornaline.
2009 : inauguration des nouveaux locaux du musée des troupes de montagne le 1er octobre.
2010 : après 28 ans d'études et de réflexions, le projet de rocade autoroutière nord prévu sous la Bastille est abandonné le 22 mars ; émeutes dans le quartier de La Villeneuve les 17, 18 et 19 juillet et discours de Grenoble par le président Sarkozy le 30 juillet ; ouverture du centre commercial de la caserne de Bonne le 15 septembre.
2011 : présentation du projet de l'architecte Christian de Portzamparc le 14 avril pour l'aménagement des 250 hectares du polygone scientifique ; après huit ans de fermeture, le musée archéologique Grenoble Saint-Laurent rouvre ses portes le 6 mai ; l'exposition Marc Chagall ferme ses portes au musée de Grenoble le 13 juin avec 143 230 visiteurs ; le Grenoble Foot 38 est mis en liquidation judiciaire en juillet.
2012 : ouverture le 31 janvier de Clinatec ; ouverture le 15 septembre du nouveau musée Stendhal dans la Grande rue ; à la suite du lynchage de Kévin Noubissi et Sofiane Tadbirt, déplacement le 1er octobre du président François Hollande à Échirolles ; première exposition du plan-relief de Grenoble le 13 octobre ; début le 3 décembre de la démolition de la cité du Châtelet pour sa réhabilitation.
2013 : visite de François Hollande le 23 janvier afin de présenter ses vœux à la jeunesse ; inauguration le 7 février du premier American Corner de France dans l'hôtel de Lesdiguières ; pose de la première pierre le 2 septembre du pôle d'innovation GreEn-ER en matière d'énergie ; célébration du 70e anniversaire de la Saint-Barthélemy grenobloise le 25 novembre.
2014 : élection le 30 mars d'une municipalité écologiste dirigée par Éric Piolle ; annonce par la municipalité le 12 juin de la fin des arrivées du Tour de France à Grenoble, puis le 16 juin, la disparition des Six Jours de Grenoble, du festival international du cirque de Grenoble et du supercross ; mise en service d'un nouveau réseau de bus le 1er septembre.
2015 : la communauté d'agglomération Grenoble-Alpes métropole obtient le statut de métropole le 1er janvier ; inauguration de La Belle Électrique le 10 janvier ; 110 000 personnes dans les rues de Grenoble manifestent le 11 janvier contre les attentats de janvier 2015 en France ; début de construction de l'ilot Cambridge sur le polygone scientifique ; incendie volontaire détruisant le théâtre Prémol le 19 avril ; 5 000 personnes réunies le 14 novembre sur l'anneau de vitesse rendent hommage aux victimes des attentats de Paris ; affrontement politique sur le principe de l'élargissement à trois voies de l'A480,.
2016 : la vitesse maximale des véhicules à moteur passe à 30 km/h au 1er janvier ; ouverture d'une nouvelle halle de tennis le 6 janvier ; envahi par des manifestants déguisés en clowns, le conseil municipal du 11 juillet est annulé et reporté ; lancement le 16 septembre du projet de réaménagement de l'échangeur du Rondeau et de l'A480 ; à partir du 1er novembre, un certificat qualité de l'air devient obligatoire en cas de pic de pollution prolongé pour les véhicules automobiles circulant dans la métropole grenobloise.
2017 : début le 6 février des travaux préalables à la fermeture aux voitures du boulevard Agutte-Sembat ; inauguration le 14 février du nouveau pôle gare après 32 mois de travaux ; incendie volontaire de onze fourgons d'Enedis le 30 mai ; incendie criminel détruisant le collège Lucie-Aubrac de la Villeneuve le 10 juin ; incendie criminel détruisant une trentaine de véhicules dans l'entrepôt de la gendarmerie de Grenoble le 21 septembre ; incendie criminel de plusieurs véhicules dans la gendarmerie de Meylan le 25 octobre ; incendie criminel détruisant le CCSTI de Grenoble le 21 novembre.
2018 : vague d'incendies criminels contre des grandes surfaces commerciales ; quelques mois avant son intronisation comme empereur du Japon, le prince Naruhito visite Minatec le 10 septembre ; inauguration le 28 septembre du nouveau siège du Crédit agricole sud Rhône-Alpes sur le polygone scientifique ; ouverture le 25 octobre de l'exposition Servir les dieux d'Égypte au musée de Grenoble ; arrêt du fonctionnement du synchrotron le 10 décembre pour une durée de 20 mois.
2019 : lancement des travaux d'élargissement de l'A480 ; l'incendie ayant détruit l'église Saint-Jacques le 17 janvier est revendiqué par un groupe anarchiste ; l'incendie le 28 janvier des locaux de France Bleu Isère est revendiqué sur un blog anarcho-libertaire ; émeutes urbaines à Grenoble du 2 au 6 mars ; incendie d'origine criminelle le 30 septembre détruisant plusieurs salles de l'Hôtel de ville de Grenoble ; retour du festival international du cirque le 14 novembre après quatre ans d'exil forcé à Voiron.
2020 : mise en service le 31 janvier de l'Open innovation center "CEA" (Y. SPOT) sur la presqu'île scientifique ; inauguration le 21 février de Biomax, une centrale au bois de très haute technologie ; la majorité écologiste de la métropole grenobloise se déchire le 17 juillet entraînant une paralysie de l'institution ; opération de police ultra médiatisée le 26 août dans le quartier Mistral.
2021 : ouverture du musée Champollion à Vif le 5 juin ; ouverture au public le 5 juillet du nouvel immeuble des archives départementales de l'Isère à Saint-Martin-d'Hères ; inauguration au CHU le 12 novembre, du nouveau bâtiment des urgences surmonté de son héliport.
2022 : mise en service d'un nouveau collège Lucie-Aubrac après son incendie criminel de juin 2017 ; mise en service les 20 et 21 juillet d'une première partie de l'A480 élargie à trois voies ; mise en service complet le 14 décembre de l'A480.
2023 : ouverture le 14 janvier d'une résidence de 137 logements avec son restaurant panoramique dans les anciens locaux de l'Institut Dolomieu ; ouverture du centre de sciences Cosmocité à Pont-de-Claix ; ouverture du centre commercial Neyrpic.
2024 : (en prévision) fin du réaménagement de l'échangeur du Rondeau.
2025 : (en prévision) ouverture au public de la tour Perret.
2032 : (en prévision) fin d'urbanisation de la zac Flaubert.